# Gniezno
Gniezno [ˈgɲɛznɔ] (på tyska: Gnesen) är en stad i Storpolens vojvodskap i västra Polen, belägen 50 kilometer nordost om Poznań.

## Historia
Staden har rötter i 600-talet och var under tidig medeltid Polens huvudstad innan denna efter år 1038 flyttades till Kraków. Den har varit ärkebiskopssäte sedan den tysk-romerske kejsarens Otto III besök år 1000. Orten erhöll stadsrättigheter 1239.

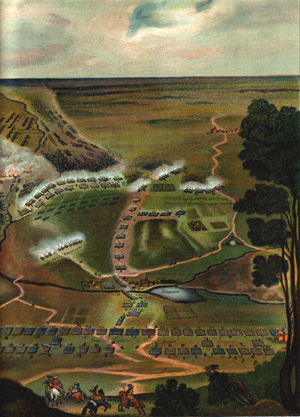
Slaget vid Gnesen

Stadens ärkebiskop var 1416-1793 Polens primas och en av landets viktigaste potentater. Den 27 april 1656 vann svenskarna en seger över polackerna i slaget vid Gnesen. 
1793 tillföll Gniezno Preussen, där staden kallades Gnesen. Under preussiskt styre lydde Gnesen under regeringsområdet Bromberg i provinsen Posen. 1905 hade orten 23 726
invånare (1905), varav omkring hälften polacker. 1919 blev den åter en polsk stad.
Domkyrkan, vars äldsta delar härrör från 1000-talet, blev ombyggd under sengotiken, och har senare fått tornspiror i barock. Huvudportalen har bronsreliefer från äldre medeltiden. Domen rymmer bland annat den helige Adalberts silversarkofag och andra konstskatter.